# Anomobryum pycnobaseum
Anomobryum pycnobaseum är en bladmossart som beskrevs av Brotherus 1903. Anomobryum pycnobaseum ingår i släktet Anomobryum och familjen Bryaceae. Inga underarter finns listade i Catalogue of Life.